# Styloleptus scurra
Styloleptus scurra là một loài bọ cánh cứng trong họ Cerambycidae.